# Šarūnas Vingelis
Šarūnas Vingelis, född, 16 november 1989 i Kaunas, är en litauisk basketspelare.
Šarūnas Vingelis deltog vid olympiska sommarspelen 2024 och var en del av Litauens lag som tog brons efter att ha besegrat Lettland i bronsmatchen.